# Chlordécone aux Antilles françaises

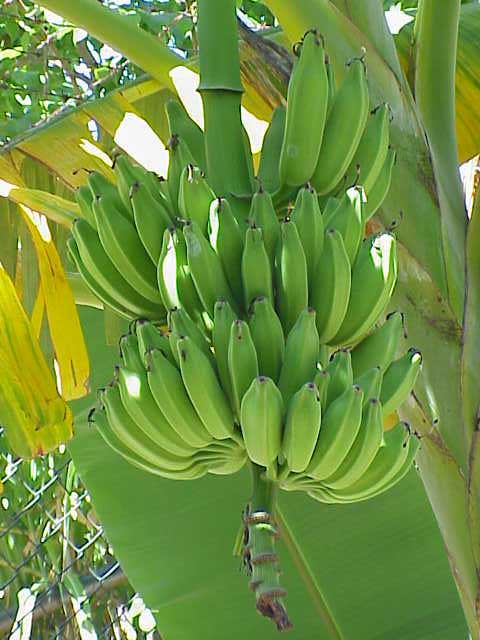
L'utilisation prolongée du chlordécone dans les bananeraies est responsable de pollutions importantes et pérennes en Guadeloupe et à la Martinique devenant un enjeu majeur de santé publique.

L'utilisation du chlordécone aux Antilles françaises a engendré une catastrophe environnementale et un scandale sanitaire pour les populations et écosystèmes de la Guadeloupe et de la Martinique.
Le chlordécone est un insecticide organochloré utilisé entre 1972 et 1993 sous les noms commerciaux de Képone et Curlone, pour lutter contre le charançon du bananier. Il est interdit depuis 1976 aux États-Unis. L'autorisation de vente en France est retirée en 1990, cependant son utilisation se poursuit dans les Antilles françaises grâce à deux délais d'un an (à validité nationale) obtenus par les producteurs de bananes, puis grâce à un flou dans la législation, jusqu'en 1993. Des ventes illégales sont de plus dénoncées après 1993. La vente et l'utilisation du chlordécone aboutissent à de nombreuses plaintes pour empoisonnement, mise en danger de la vie d'autrui et administration de substances nuisibles, aboutissant en janvier 2023 à un non-lieu malgré la reconnaissance d'un scandale sanitaire ayant un impact environnemental, économique, social et humain durable.
La présence de la molécule de chlordécone dans les sols des cultures bananières, y compris ceux qui ont été rendus à la culture vivrière, est à l'origine d'une pollution grave des nappes d'eau souterraine, des végétaux et de la faune. Cette pollution continue d'empoisonner les populations locales et provoque notamment une très forte augmentation du facteur de risque de cancer de la prostate, et une augmentation avérée du taux d'accouchements prématurés.
Depuis 2004, plusieurs plans d'actions, dotés d'un financement de plusieurs dizaines de milions d'euros, sont mis en place par l'État français dans l'objectif d'atténuer le problème, de rechercher des solutions et aussi d'indemniser les victimes identifiées.

## Historique
Le chlordécone est tout d'abord utilisé aux Antilles françaises pour lutter contre les charançons du bananier, des insectes qui ravagent les cultures de bananes. Ces cultures constituaient alors une part essentielle de l'économie des îles.
En 1968 le chlordécone est expérimenté pour la première fois aux Antilles pour les bananiers.
En 1968, 1969, des demandes d'autorisation d'usages sont rejetées par différents comités pour des raisons diverses comme risques environnementaux, ou dossier d'homologation insuffisant,.
C'est en 1972 que le ministre de l'Agriculture Jacques Chirac signe la première autorisation provisoire de mise sur le marché. Le produit remplace le lindane (aussi connu sous le nom de gamma-hexachlorocyclohexane ou « HCH ») dont l'effet commençait à baisser et qui était au bord de l'interdiction, avec un gain d'efficacité de l'ordre 100. 
En 1975 sont révélés les problèmes de santé des ouvriers et la catastrophe environnementale (pollution pérenne de la rivière James River, de ses sédiments et de sa faune issue des rejets de l'usine) sur le site de production de Kepone de la ville de Hopewell, en Virginie aux Etats Unis qui a abouti à l'interdiction de la production et de l'utilisation du chlordécone dans ce pays,,,,.
La molécule de chlordécone se présentait au départ sous diverses formes commerciales, en particulier celle du Képone (produit américain commercialisé par Allied Chemicals interdit en 1976 aux États-Unis), qui précède historiquement le Curlone (produit français)  qui étaient importés en Guadeloupe et en Martinique par la société Vincent de Lagarrigue dirigée par Yves Hayot président du groupement des producteurs de bananes de Martinique, et frère ainé de Bernard Hayot,. Après l'interdiction du Képone en 1976 aux États-Unis, les stocks permettent aux agriculteurs antillais de continuer à en utiliser jusqu'en 1978. En 1981, les établissements Laguarrigue font homologuer et produire au Brésil puis commercialisent la Curlone qui contient la même molécule et qui prend le relais du Képone interdit. Entre-temps, les ouragans David (1979) et Allen (1980) favorisent la prolifération des charançons ce qui motive alors la poursuite de l'utilisation de chlordécone par les planteurs de bananes. La Curlone était versée sous forme de poudre au pied des arbres afin de contrecarrer l'action des larves parasitaires qui se nourrissent des racines des bananiers. Si le cadre légal ne permettait l'utilisation de ce pesticide qu'aux fins d'éradication du charançon, il a aussi été utilisé pour lutter contre d'autres types de ravageurs dans les maraîchages[réf. souhaitée].
L'utilisation de la Curlone est interdite sur tout le territoire en 1990, mais à la suite de la demande pressante du lobby des producteurs de bananes (notamment via Yves Hayot président de la Société d'intérêt collectif agricole de la banane martiniquaise (SICABAM) relayée par le député Guy Lordinot,,,(p25), son usage a perduré jusqu'en 1993 par flou législatif et dérogation, et bien au-delà — illégalement — par écoulement des stocks constitués en réserve,,(p25).
C'est à l'occasion de contrôles de qualité de sources d'eau entre la fin des années 1990 et le début des années 2000 qu'une quantité particulièrement élevée de chlordécone (jusqu’à plus de 100 fois la norme), testée parmi d'autres pesticides, sera découverte en Martinique puis en Guadeloupe, signant alors le début de la prise de conscience et l'éclatement du scandale sanitaire.
Il faudra « attendre 2002 pour que débute la récupération des stocks » de ce pesticide dans les Antilles françaises, notamment à la suite de la découverte de plusieurs tonnes du pesticide dans une bananeraie martiniquaise et de la saisie par la douane de Dunkerque, de patates douces contaminées en provenance de Martinique.
Son utilisation par les producteurs de bananes pendant plus de vingt ans est à l'origine d’une grave contamination des sols, rivières et plateaux continentaux de la Martinique et de la Guadeloupe,,. 

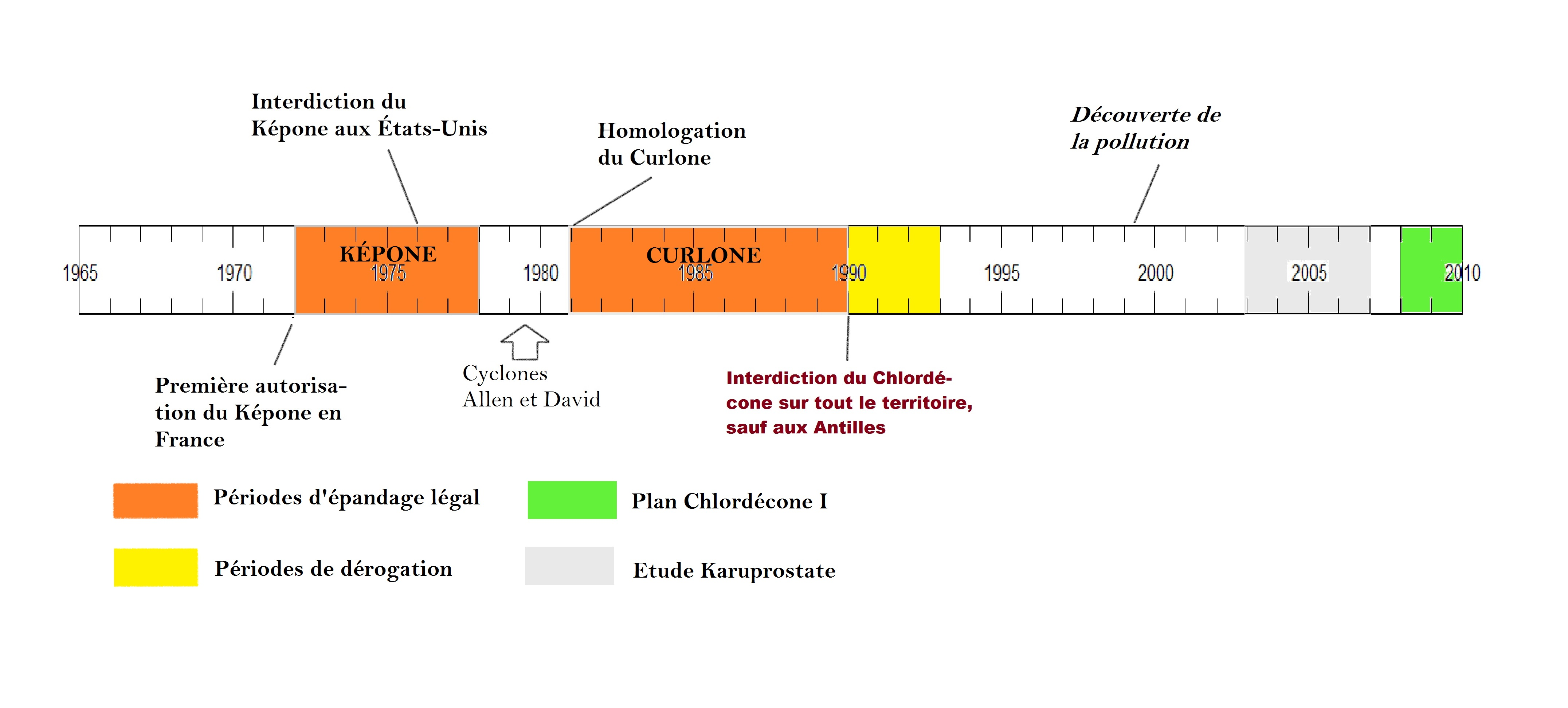
Frise historique de l'utilisation de la chlordécone aux Antilles Françaises

## Pollutions

### Introduction
Selon les spécialistes, les Antilles sont contaminées par le chlordécone pour des siècles. On a découvert au début des années 2000 que le chlordécone avait infecté les sols, les rivières et une partie du littoral. En conséquence bétail, poissons, crustacés, légumes-racine et la quasi-totalité des 800 000 habitants, selon une étude menée à grande échelle par Santé publique France en 2018 (Guadeloupe (95 %), Martinique (92 %)) sont  contaminés au terme de la chaîne alimentaire confirmant le scandale sanitaire.
Les publications du Bureau de recherches géologiques et minières (BRGM), de l'Institut national de la recherche agronomique (INRA), du Centre de coopération internationale en recherche agronomique pour le développement (CIRAD), de l'Agence nationale de sécurité sanitaire de l'alimentation, de l'environnement et du travail (ANSES) et de l'Agence régionale de santé (ARS), établissent tantôt du point de vue de l'analyse de la contamination, tantôt en ce qui concerne l'impact sur la santé.
Les multiples études de terrain permettent notamment l’émergence d’une carte de la pollution,, incomplète en 2019, mais en voie d’amélioration.
Le circuit de la contamination est un des points clés de la compréhension du problème sanitaire de grande ampleur qui touche la Guadeloupe et la Martinique. L'épandage dans les cultures a mené à une pollution durable des sols, des nappes phréatiques et secondairement de l'environnement du littoral. Cette contamination globale de l'environnement a conduit à la contamination d’une part non négligeable de la production du  secteur agroalimentaire : fruits, légumes et même viande ou poisson. La liste des zones touchées s’est étendue aux côtes, interdisant alors une pêche de sûreté à proximité du littoral. Enfin, les habitants, par leur consommation des produits locaux et de l’eau courante, ou, dans le cas des agriculteurs, à cause de l’utilisation directe de ce composé organochloré, ont été eux-mêmes exposés au produit, exposition à l'origine d'une grave crise sanitaire aux Antilles.
L'utilisation de cet insecticide a pollué l'ensemble de l'écosystème antillais, sauf, peut-être, l'air, car la chlordécone est peu volatile. Il est retrouvé à des concentrations parfois supérieures à 100 fois la norme, notamment dans les eaux et les sols.

### Contamination des sols

#### Types de sols
La chlordécone est très stable chimiquement, et fait partie des organochlorés considérés comme persistants. Lipophile, elle a une grande capacité à se fixer sur la matière organique, notamment dans le sol. Les types de sol rencontrés dans les Antilles ne facilitent pas la dégradation de la chlordécone, notamment en raison d'un pH bas et une forte teneur en matières organiques.
La Guadeloupe et la Martinique possèdent trois principales classes pédologiques de sol : les andosols, les ferrosols et les nitisols (en),. Les andosols et les nitisols sont très présents dans le Sud Basse-Terre en Guadeloupe et dans le nord de la Martinique, qui sont les endroits qui concentrent le plus de plantations bananières.
Les andosols, qui sont d'une stabilité structurale élevée, contiennent des argiles allophanes dont la microstructure favorise la fixation de carbone mais aussi celle des molécules de chlordécone qui sont alors piégées. Puisque la dégradation physique ou chimique de cette molécule est très faible, c'est la capacité des sols à capturer le chlordécone qui détermine sa rémanence. Ainsi, pour une réduction par 1000 des concentrations dans les zones d'épandage, les types de sols prennent :
- nitisols : 60 à 100 ans ;
- ferrosol : 3 à 4 siècles ;
- andosol : 5 à 7 siècles.

Cependant, les nitisols, retenant moins longtemps le chlordécone, diffusent beaucoup plus cette molécule que d'autres types de terre (trois fois plus que l'andosol), entrainant une plus grande contamination des végétaux et animaux d'élevage sur ce type de sols,,.

#### Une contamination par zones
Les zones de contamination s'étendent au-delà des aires d'épandages historiques comme le confirme la cartographie des analyses. Toutefois, il est notable que les zones les plus touchées correspondent aux lieux historiques de culture de la banane aux Antilles, soit le Nord Atlantique de la Martinique et le Sud Basse-Terre (croissant de la banane) en Guadeloupe.

##### Guadeloupe

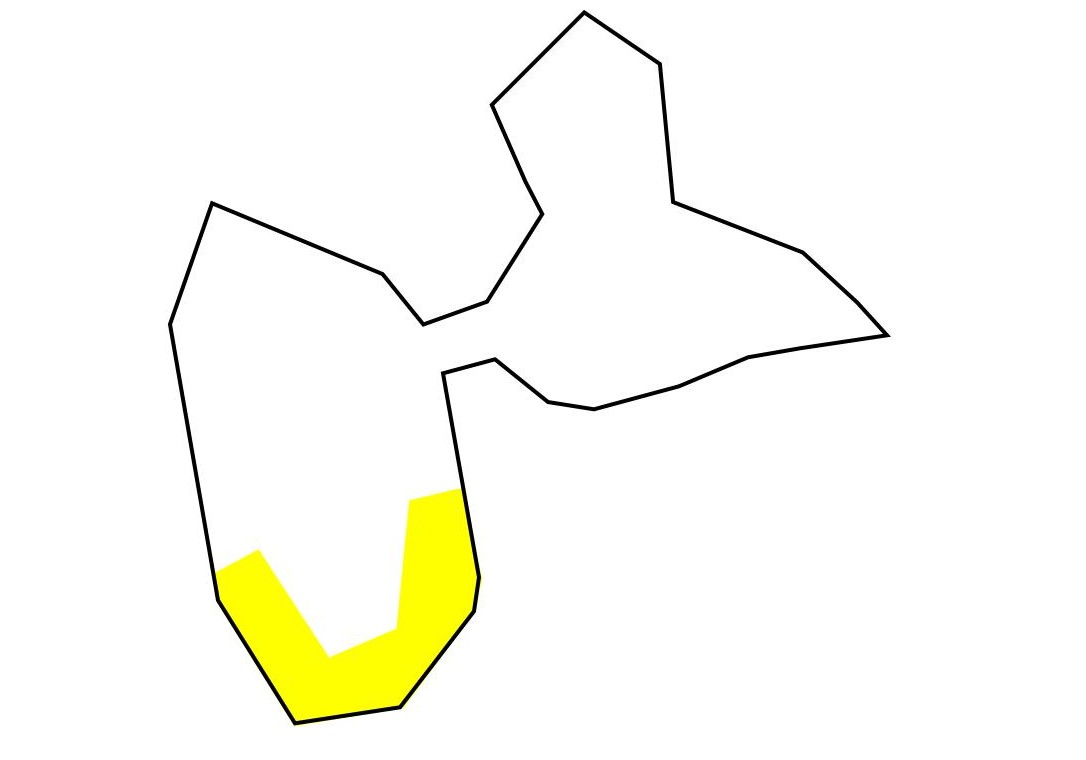
Carte simplifiée de la culture de la banane en Guadeloupe dans les années 1970-80.

Afin de pallier la méconnaissance des aires d'imprégnation et de remplacer une précédente carte, faite en 2006, mais trop parcellaire, l'étude ChlEauTerre (plan Chlordécone III) a été lancée fin 2014 en Guadeloupe par l'État, l'Office de l'eau, le CIRAD et l'INRA. Les données d'alors ne permettaient pas d'identifier les risques en Nord Basse-Terre et en Grande-Terre.
L'étude ChlEauTerre s'est donc basée sur trois types de données. Tout d'abord les connaissances sur l'implantation historique des bananeraies. Ce projet a été l’occasion de retravailler et d'analyser de manière plus fine les documents qui avaient été utilisés pour établir la première carte des risques de 2005-2006, puis d'exploiter de nouvelles données provenant de deux cartes de l’ORSTOM : le zonage cultural des régions bananières de Guadeloupe de 1976 et la carte des cultures de la Guadeloupe de 1980.
Mais les travaux ont aussi utilisé des données de contamination réelle. En premier lieu des résultats d'analyse de sol menées pendant le plan Chlordécone I. En second lieu, des analyses d'eaux de surface provenant d'archives mais aussi d'opérations faites exprès pour l'étude. La détermination des aires de contamination a été effectuée en considérant que si un captage est contaminé, il existe des terres en amont qui le sont aussi, permettant ainsi de désigner des bassins versants à risque.
Les parcelles contaminées en Guadeloupe augmentent de 361 hectares par rapport à la dernière cartographie. Des zones en Grande-Terre, notamment dans le Nord Grand-Terre ont été recensées. La nouvelle cartographie va au-delà des simples implantations historiques de bananeraies : elle accumule ces données et les analyses de l’eau et des terres. Au total, 14 170 ha en Guadeloupe continentale ont été recensés par l'étude, soit environ 10 % du territoire « continental », parmi lesquels 6 931 ha sont encore en usage agricole, soit 16 % des surfaces agricoles actuelles en 2018 (qui représentent au total 43 349 ha).

##### Martinique
Une étude du BRGM de 2016 démontre, sur 6 500 échantillons récoltés dans l'ensemble de la Martinique entre 2003 et 2015, que la partie Nord-Atlantique de l'ile atteint des niveaux allant jusqu'à 10 mg/kg,.
La DAAF Martinique estime en 2024 que 14 500 ha de terres sont contaminés, dont 7 000 à 8 000ha de terres agricoles sur les 25 000 cultivées.

### Contamination des eaux

#### Processus

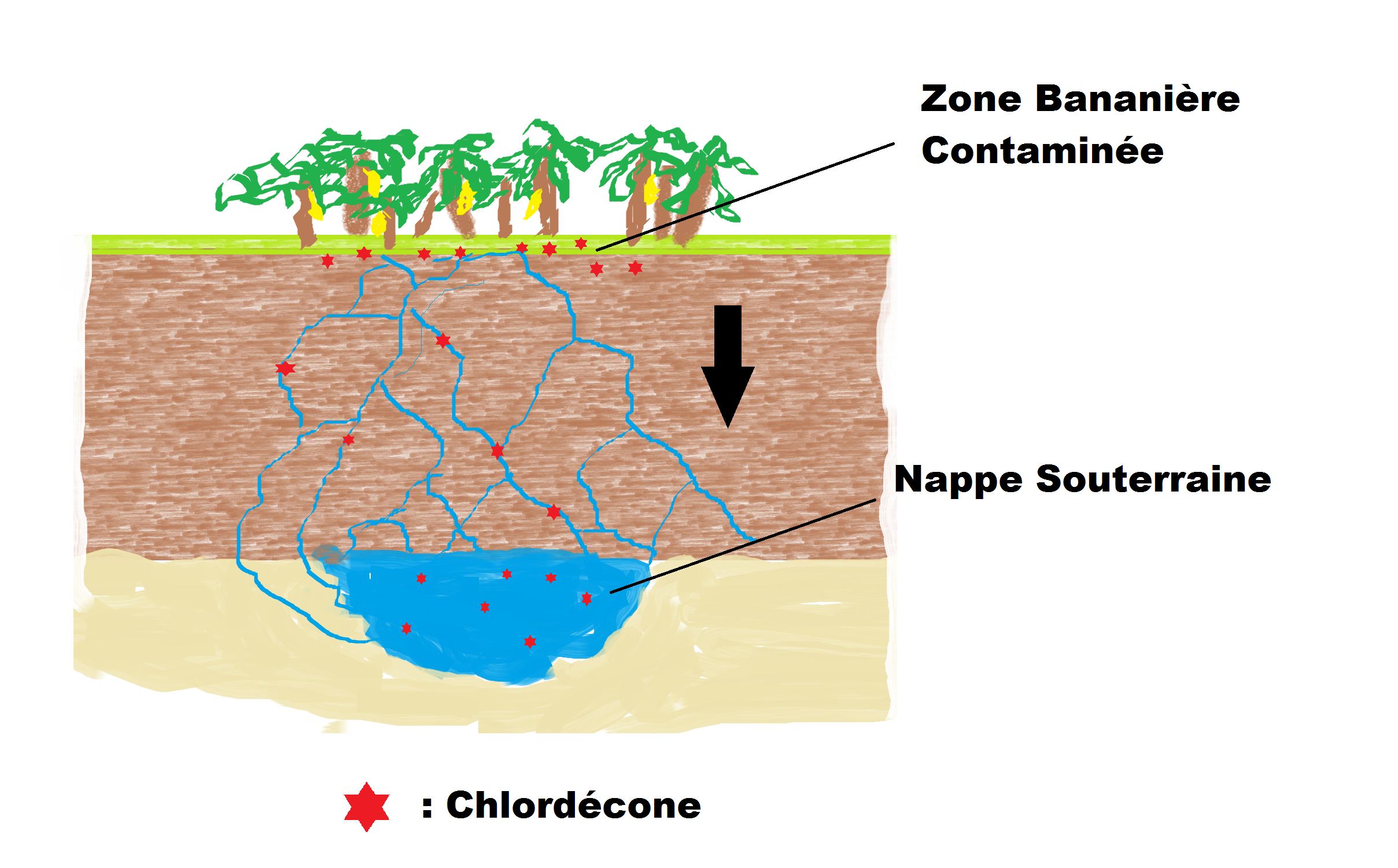
Schéma simplifié du transfert de la chlordécone vers les nappes d'eaux souterraines

On dénombre essentiellement trois modes de transferts de la terre contaminée vers les zones aquifères : ruissellement (en surface), infiltration (en profondeur) et drainage (horizontal, sous le sol).
C'est essentiellement par l'infiltration que la chlordécone passe des sols contaminés à l'eau. Les eaux de pluie descendent dans les nappes souterraines et emportent avec elles les pesticides. En contexte tropical, la pluviométrie des îles est considérable et peut atteindre 10 000 mm, ce qui favorise la rapidité du déplacement de la chlordécone entre écosystèmes aquifères. D'ailleurs, l'observatoire OPALE a permis de constater qu'après des événements climatiques exceptionnels, comme une ondée tropicale ou un cyclone, la concentration en chlordécone des eaux de surface peut doubler voire tripler. L'importance du transfert de matière active dépend aussi de la nature du sol, de sa texture, de sa structure... un nitisol ou un ferrosol aura tendance à relarguer plus de chlordécone qu'un andosol ou un vertisol. Une fois dans les nappes, la chlordécone se propage dans les eaux de surface qu'elles alimentent. C'est ainsi qu'on constate que le ruissellement a un rôle mineur dans la contamination des rivières.
La contamination des rivières entraîne elle-même de nouveaux problèmes. Tout d'abord, la question de la potabilité. L'eau du robinet provient des sources locales, or si les sources sont contaminées cela peut présenter un risque pour les usagers. En Guadeloupe, la majorité de l'eau produite est captée en Basse-Terre, tandis qu'en Martinique la plus grande partie de l'eau est récupérée au nord (au Lorrain et à Saint-Joseph),. Dans les deux cas, c'est au niveau de la zone la plus touchée que l'eau est récupérée.
Des habitants de Guadeloupe, lassés des coupures de l’eau du robinet, symptômes d’un réseau désastreux qui fuit à 50 %, continuent de se servir à une source d’eau hautement contaminé (350 fois au dessus des normes de potabilité).
Les rivières ont, à leur tour, progressivement entraîné le transfert de la chlordécone vers les littoraux.

#### Analyses
Le scandale sanitaire de la chlordécone a éclaté à la fin des années 1990, lorsque des analyses faites dans les cours d'eau révèlent que le taux du pesticide dépasse gravement les normes : 

« Une étude la DSDS (Direction de la santé et du développement social), menée de septembre 1999 à février 2000, met en évidence une importante pollution des sources du Sud de Basse-Terre par des pesticides organochlorés interdits depuis plusieurs années. Trois molécules étaient détectées à des doses cent fois supérieures à la norme : le chlordécone, le HCH béta, et la dieldrine, respectivement interdites en 1993, 1987 et 1972... Neuf captages AEP importants présentaient des dépassements pour les molécules de HCH d'un à vingt fois la norme, pour les molécules de chlordécone de 3 à 103 fois. »

En conséquence, depuis 1999, l'eau courante est filtrée grâce à des filtres à charbon actif et des contrôles aléatoires sont pratiqués par l'ARS. Cela n'empêche pas toutefois l'occurrence d'incidents, comme en avril-mai 2018 dans la commune de Gourbeyre, où, pendant plus d'un mois, un filtre à charbon usé a entraîné l'élévation du taux de chlordécone dans l'eau avant qu'il ne soit remplacé.
Le 7 avril 2000 en Guadeloupe, la production d'eau embouteillée de l'usine de Capès-Dolé, après des tests d'échantillons réalisés le 28 mars, est stoppée en raison des taux de HCHb trouvés dans l'eau à hauteur de 0,5 µg/l (cinq fois la norme) et de chlordécone (0,7 à 1,1 µg/l, soit de sept à onze fois la norme) en plus de traces de dieldrine (0,1 µg/l dans un cas). La société Capès Dolé s'est équipée fin avril 2000 de filtres à charbon actif et d'un système d'ultrafiltration sur membranes (5 µm) destinées à retenir les relargages du charbon actif. Les chaînes de conditionnement sont aussi équipées d’une filtration « stérilisante » (membranes à 0,2 µm). Après réglages du processus de filtration, les analyses effectuées par la DDASS le 22 mai 2000 confirment l’absence de pesticides dans l’eau. La commercialisation de l’eau embouteillée reprend le 30 mai avec un contrôle hebdomadaire. La société Capès Dolé utilisait le terme eau de source, mais constat fait que la réglementation en matière d'étiquetage n'était pas respectée, elle doit dorénavant employer l'expression eau rendue potable par traitement ; la société concurrente Matouba était dans la même situation. Une recherche mensuelle de pesticides organochlorés est imposée à la charge de Capès Dolé sur une durée minimale de six mois.
Par exemple, les relevés effectués en 2016 sur l'ensemble des rivières de Guadeloupe par l'Office de l'eau montraient une présence de chlordécone dans 55 % des prélèvements et atteignant pour certains  un taux dépassant plus de 100 fois les normes maximales autorisées.
De même, une étude menée par l'INRA et publiée début 2018 montrait que la chlordécone est présente en Basse-Terre (Guadeloupe) « dans 36 % des analyses effectuées, avec des concentrations variables allant de 0,01 à 42,9 micron par litre ». En Grande-Terre, « seuls quelques points de contamination ont été détectés, avec des taux relativement faibles »[réf. nécessaire]. Cette disparité s'explique car la Basse-Terre est la région de Guadeloupe qui accueille historiquement la culture bananière.
Fin 2018, à la suite de la publication de résultats d'analyses de l'Agence régionale de santé des teneurs en chlordécone des cours d'eau de Guadeloupe, plusieurs maires recommandent aux femmes enceintes et aux enfants de moins de 6 ans de ne pas utiliser l'eau du robinet pour la boisson, la préparation des aliments et le brossage des dents.
Enfin, en septembre 2019, l'Office de l'Eau de Guadeloupe émet une série de rapports soulevant l'inquiétante dégradation des eaux de surface, notamment en raison de la pollution au chlordécone au sud Basse-Terre[réf. nécessaire].
En 2009, le préfet de région interdit, par arrêté, la pêche de certaines espèces de poissons et de la langouste, car trop contaminées par le chlordécone.
L'étude ChlEauTerre affirme qu'en Basse-Terre, « 39 % des 110 bassins versants ont été identifiés comme rejetant en mer des eaux contaminées. »
Les différentes missions de recherche sur la chlordécone ont produit de nombreuses analyses quant à la teneur en principe actif de différentes matières étudiées (eaux, sols, végétaux, viandes…). Parmi celles-ci, plus de six mille ont permis de composer la carte actuelle des pollutions en Guadeloupe.
Cependant, un ensemble de paramètres qui tiennent tant au type de matière étudiée qu'à la méthode utilisée font que l'incertitude associée à cette mesure varie entre 20 % et 40 %,, l'utilisation de cette incertitude a une influence lors du traitement des données mesurées. Ainsi, en pratique, pour une incertitude de 20 %, un échantillon dosé à 25 µg/kg sera jugé conforme, même s'il dépasse les VTR fixées à 20 µg/kg. Un rapport parlementaire de 2007 confirme qu'une exploitation aquacole est restée ouverte après contrôle alors que les résultats indiquaient une contamination de 26 µg/kg, soit une valeur supérieure au seuil de 20 µg/kg, mais inférieure à la valeur maximum de « l'intervalle de confiance » de ± 35 % autour de cette valeur limite (13 µg-27 µg).

### Contamination alimentaire et animale
La chlordécone est une molécule qui est très stable en milieu organique, et c'est d'ailleurs ce qui en justifie la rémanence dans les sols. En milieu vivant, on observe une très nette tendance à la bioaccumulation, notamment chez les poissons et les crustacés,,.

#### Culture et élevage
Les risques de contamination des cultures dépendent de plusieurs facteurs :
- d'une part, le type de culture. Les cultures ayant une forte emprise au sol, à l'instar des racines et tubercules, sont directement exposées à la chlordécone, qui se transmet par contact. En revanche, la chlordécone étant hydrophobe, elle a peu d'affinités avec la sève des arbres, et se retrouve peu dans les organes aériens comme les fruits[61]. D'ailleurs, les bananes sont paradoxalement faiblement polluées[62] ;
- d'autre part, le type de sol détermine l'importance des transferts vers les végétaux. Les andosols, par exemple, qui sont des sols fertiles, contiennent beaucoup de chlordécone quand ils sont pollués, mais en relarguent peu.

Ainsi l'AFSSA a statué en 2007 qu'il fallait considérer comme à risque : le dachine (madère), la patate douce, l’igname, la carotte, le chou caraïbe (malanga), parce qu'ils sont potentiellement très contaminés, et la banane (ti-nain et fruit), le concombre et les fruits de type « corossol » parce qu'ils sont sujets à une consommation fréquente
Limites maximales de résidus (concentration maximum en chlordécone dans les denrées alimentaire pour la commercialisation):
La LMR est définie par un arrêté interministériel de 2008 : 
- LMR = 20 µg/kg pour l'ensemble des denrées cultivables au Antilles
- LMR = 10 µg/kg pour les denrées d'importation

depuis mai 2019 le seuil a été uniformisé et abaissé pour toutes les viandes :
- LMR = 20 µg/kg pour toutes les viandes et poissons

Néanmoins, un grand nombre de fruits et légumes ne sont pas contaminés par cette molécule.

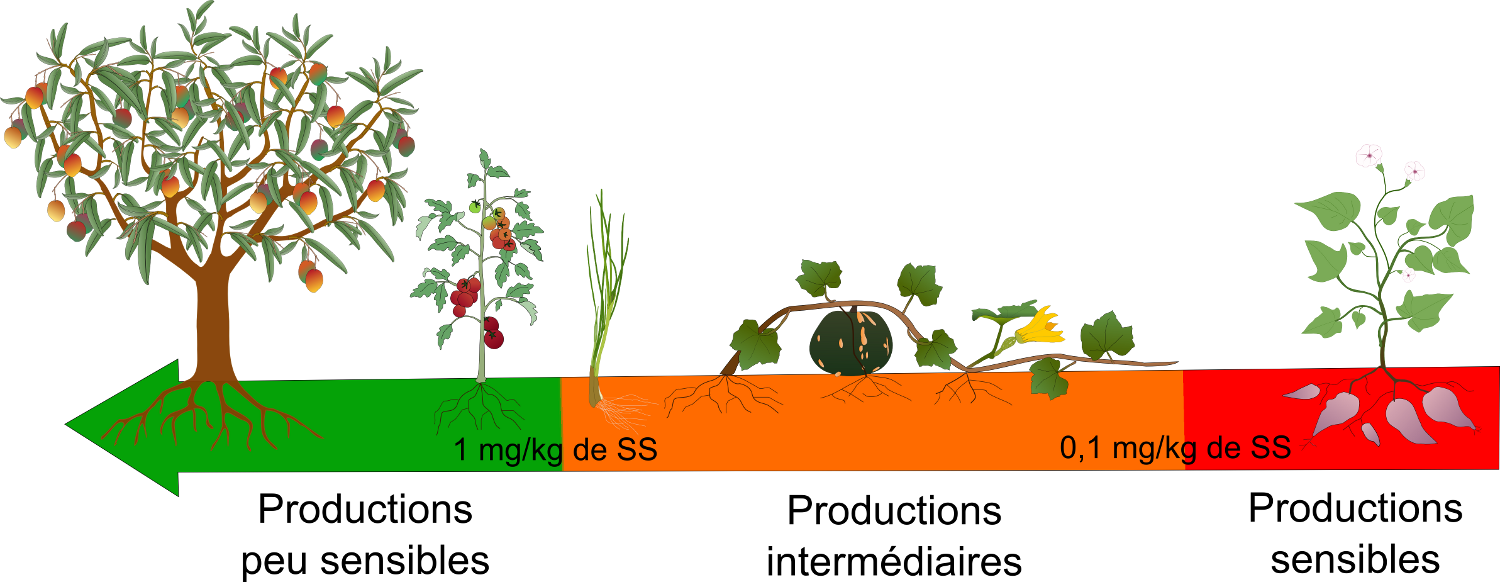
Seuils de teneur du sol en chlordécone maximal pour la mise en culture, en fonction de sensibilité des productions végétales.

Pour les végétaux, deux valeurs de teneur maximale du sol en chlordécone ont été déterminées afin de garantir la conformité des produits cultivés en fonction de leur sensibilité au transfert. Une denrée est conforme si la teneur du produit commercialisé est inférieure à la Limite maximale de résidus (LMR), fixée actuellement à 20 µg/kg de poids frais. Les légumes racines peuvent être cultivés sur des sols ne dépassant pas 0,1 mg de chlordécone/kg de sol sec. Les produits ayant une sensibilité intermédiaire (cucurbitacées, salades, cives / oignons pays, etc.) peuvent être cultivés sur des sols contaminés jusqu’à 1 mg·kg-1 de sol sec. Sur les sols contaminés au-delà de 1 mg·kg-1 de sol sec, il est possible de cultiver toutes les productions peu sensibles, essentiellement les fruits et légumes aériens : tomates, haricots verts, bananes, ananas, goyaves, etc..
Les animaux d'élevage sont, bien évidemment, aussi exposés à la contamination, essentiellement via leur nourriture et leur boisson. Lorsqu'ils consomment des végétaux, de la terre ou de l'eau polluée, ils emmagasinent la molécule dans leur organisme. Nonobstant, la décontamination est toujours possible. En effet, la chlordécone n'a pas une grande longévité dans le corps (165 jours pour les humains) et le déplacement des bêtes vers des parcelles non contaminées peut amener un régularisation rapide.
Les normes strictes ainsi que les contrôles faits dans les abattoirs empêchent les éleveurs de produire leur viande sur sol contaminé. De telles restrictions peuvent conduire les éleveurs à pratiquer l'abattage sauvage qui présente des risques sanitaires graves. En ce qui concerne les produits d'origine animale, les denrées pouvant être contaminées sont les viandes, les poissons et crustacés mais aussi les bovins et les volailles élevées au sol.

#### Chasse et pêche
La chlordécone étant lipophile, elle démontre une claire tendance à s'accumuler dans les graisses. Sa concentration augmente dans les êtres vivants selon deux mécanismes : bioaccumulation et bioamplification. C'est la raison pour laquelle elle se retrouve à de fortes doses dans des poissons et les crustacés qui ne nagent pas forcément en eaux contaminées.
Le laboratoire DYNECAR de l'UAG a démontré, dans le cadre du projet MACHLOMA, que la chlordécone pouvait contaminer les crustacés, même à de très faibles doses.
Par ailleurs, l'autoconsommation en zone contaminée ayant été de longue date identifiée comme un facteur de risque, l'AFSSA préconisait en 2007 la limitation de la fréquence de la consommation des produits du potager à deux fois par semaine.

#### Précautions alimentaires
En général, le lavage des fruits et légumes voire leur épluchage sont des précautions qui permettent de diminuer l’exposition des consommateurs au chlordécone. La peau est en effet plus contaminée que la pulpe pour la majorité des légumes étudiés. En effet, la chlordécone se transmet par contact direct avec les corps, ce qui explique sa grande présence dans la peau. Par contre c'est une molécule très résistante à la chaleur. Selon la synthèse faite par les chercheurs du Cirad, le lavage permet aussi d’éliminer les éventuels résidus de terre et en évite l’ingestion.

« Dans le cas des cultures sensibles, l’épluchage de l’organe consommé diminue le niveau de contamination pour la plupart des cultures et du moins réduit son hétérogénéité dans les autres cas. En revanche, la cuisson n’a pas d’effet sur la teneur en chlordécone. »

## Conséquences épidémiologiques
Depuis les années 1970 de nombreux travaux et études se sont penchés sur la toxicité et les conséquences de l’utilisation du chlordécone dans les Antilles. Ces  travaux ont progressivement mené à une meilleure compréhension du « problème chlordécone » en Guadeloupe et Martinique, et une évolution, parfois qualifiée de lente, des normes.
Depuis l'éclatement du scandale sanitaire lié à la pollution au chlordécone , de nombreuses études ont été menées spécifiquement aux Antilles et sont venues s'ajouter aux travaux déjà réalisés, notamment aux États-Unis où la chlordécone était depuis longtemps considérée comme cancérogène probable chez l'humain. Parmi les études officielles on compte les publications suivantes : Karuprostate, HIBISCUS, TIMOUN et KANNARI, ces études se penchent aussi bien sur l'épidémiologie que sur la toxicité du chlordécone.

### Populations exposées
En 2006 l'Institut de Veille Sanitaire publiait une étude statistique effectuée sur plus d'un millier de personnes âgées de 3 à 92 ans. Cette étude, ayant pour objectif de déterminer les critères déterminants de dépassement des valeurs toxicologiques de référence (VTR) définissant par ce biais les populations à risque, a ainsi permis de relever que le niveau social était un facteur décisif. Grossièrement résumée, l'étude montre ainsi que les risques croissent quand le niveau social décroît. Autre facteur : l'autoconsommation. La consommation de fruits et légumes plantés soi-même en zone contaminée, ou reçus de main à main augmente parfois d'un facteur de 6 la probabilité de dépassement des VTR.
On distingue deux populations plus affectées par cette présence de chlordécone dans le sang. D'une part, celle qui a été soumise à une exposition directe au produit (ceux qui travaillaient dans les plantations ou qui manipulaient le produit), et d'autre part, celle qui subit une exposition indirecte par contact ou consommation de substances contaminées. Le type d'exposition étant différent, les risques sanitaires afférents le sont aussi, entre une forte exposition répétée, et une exposition chronique. Donc, les personnes les plus exposées sont les plus pauvres : celles qui cultivent leurs propres légumes pour se nourrir et continuent à absorber du chlordécone à des doses dangereuses, et parmi celles ci, les ouvriers agricoles qui ont subi une exposition professionnelle sur une longue durée.
L'étude Kannari a révélé en 2018 que plus de 90 % de la population présente de la chlordécone dans son sang (95 % des Guadeloupéens et 92 % des Martiniquais), mais de manière contrastée : « 5 % des participants ont une imprégnation au moins dix fois plus élevée que l'imprégnation moyenne. Autre résultat important : si depuis 2003, on observe une diminution de l'imprégnation par la chlordécone pour la majorité de la population, le niveau des sujets les plus exposés ne diminue pas » commente Santé publique France qui ajoute que « les travailleurs de la banane aux Antilles sont encore exposés aujourd'hui à d'autres pesticides ayant également des effets potentiellement nocifs pour la santé. »

### Prénatalité et effets sur les nourrissons
|                    | TIMOUN | HIBISCUS. |
| ------------------ | --- | --- |
| Objet              | Étudier l'influence de la chlordécone sur le développement embryonnaire et postnatal, en considérant le comportement alimentaire des mères, et les différents résidus toxiques analysé dans leur plasma sanguin. | Estimer l'imprégnation en chlordécone chez les femmes enceintes, leurs nourrissons et dans lait maternel en prenant en compte certains paramètres socio-culturels. |
| Population étudiée | - 1 200 femmes enceintes du 6e mois à l'accouchement - 200 enfants nés à terme jusqu'au 3e mois après naissance | 115 femmes enceintes et leurs bébés |
| Période            | 2004-2008 | 2003-2004 |
| Résultats          | L’exposition maternelle à la chlordécone augmente le risque de prématurité : 15,8 % des femmes suivies ont en effet accouchées prématurément contre 5,5 % dans la population générale. Ces problèmes pourraient être expliqués par les propriétés hormonales, oestrogéniques et progestagéniques de la chlordécone. | La chlordécone a été détectée dans près de 90 % des prélèvements de sang maternel et du cordon de l'échantillon et dans 40 % du lait maternel, dans la semaine après l'accouchement. Toutefois la chlordécone a été dosée à des taux inférieurs à la limite tolérable d'exposition pour le nourrisson selon l'AFSSA. |
| Discussion         | | l'étude ne vise pas à déterminer les risques ou les effets de la chlordécone sur les femmes enceintes ou leurs nourrissons, mais à quantifier son imprégnation. Par ailleurs elle concerne un effectif réduit. |

En 2005 et 2007, des enquêtes dites « RESO » ont été faites en Martinique et Guadeloupe, par la Cire Antilles-Guyane, l'AFSSA et la Direction de la Santé et du Développement Social de Guadeloupe, dosant notamment les taux de chlordécone dans 1 600 échantillons d’aliments commercialisés dans les Antilles françaises, afin de mieux évaluer l'exposition moyenne des consommateurs.
Les enfants des femmes ayant participé à l'étude TIMOUN ont été suivis et ont été soumis à des tests psychomoteurs à l'âge de 7 mois. Ces tests montrent une relation statistique significative entre l'exposition à la chlordécone avant la naissance, puis dans l'alimentation après la naissance et des retards dans le développement cognitif et moteur fin. Les résultats montrent que l'exposition in-utero est associée à une réduction de la mémoire visuelle immédiate.
Les ouvriers des bananeraies connaissent souvent des problèmes de stérilité masculine (délétion de la spermatogenèse) (démontré en Amérique).

### Cancer de la prostate
En 1979, le Centre International de Recherche sur le Cancer (CIRC) classe le Chlordécone comme cancérogène possible, ce que confirme l'INSERM en juin 2010, dans le Journal of Clinical Oncology, pour le cancer de la prostate.
Entre 2001 et 2005, l’Institut national du cancer constatait en Martinique une augmentation spectaculaire du taux d’incidence annuel (standardisé monde, moyenne mondiale 30), qui est passé de 137,0 pour 100 000 en 2000 à 177,0 pour 100 000 en 2005[réf. nécessaire].
En septembre 2007, le cancérologue Dominique Belpomme dénonce les effets du chlordécone aux Antilles dans un rapport  suivant une enquête réalisée  du 30 avril au 5 mai 2007 "auprès de la population, du Conseil de l’Ordre des médecins, de l’Union des médecins libéraux de la Martinique, des élus, de plusieurs agriculteurs et chefs d’industries et de certains responsables administratifs de l’île". Les critiques d'autre organismes scientifiques l'obligent à reconnaitre des "inexactitudes" dans son rapport.
En 2010, une élévation significative du risque de cancer de la prostate est démontré chez les hommes de Guadeloupe ayant été, selon des analyses de sang faites de 2004 à 2007, très exposés au chlordécone ; ceux ayant le taux sanguin le plus élevé avaient un risque plus de 2,5 fois plus élevé que les moins exposés. Dans les Antilles françaises, des taux sanguins de plus d'un microgramme par litre (μg/l) sont trouvés chez plus de 20 % de la population étudiée. Le chlordécone était présent dans le sang de 68,7 % des malades et de 66,8 % des témoins à des concentrations médianes respectives de 0,44 et 0,40 μg/l. Posséder certains caractères génétiques qui diminuent la capacité d'éliminer le chlordécone de l'organisme est associé à un risque accru de cancer de la prostate. Le caractère de perturbateur endocrinien (féminisant, car mimant les œstrogènes, et capable d'agir sur le fœtus) de ce produit est connu depuis la fin des années 1970, et l'on sait que de manière générale, les œstrogènes sont sources de risques accrus de ce cancer). Un risque accru (et encore non expliqué) concerne les hommes ayant vécu plusieurs années en métropole ou dans un pays occidental (risque multiplié par cinq pour des hommes ayant été exposés, ayant un antécédent familial de cancer de la prostate et ayant vécu dans un pays occidental).
En 2012, le World Cancer Research Fund International a publié des résultats montrant un taux d’incidence annuel (standardisé monde) de 227,2/100 000 pour la Martinique, ce qui correspondait au taux le plus élevé au monde loin devant la Norvège en 2e position avec 129/100 000.
Les données, actualisées en 2018, de ce même fond montraient une incidence à respectivement 189 et 158 pour 100 000 en Guadeloupe et Martinique qui occupaient les deux premières places mondiales.
Pour comprendre cette prévalence du cancer de la prostate des études ont été menées dans les Antilles. En Guadeloupe l'étude Karuprostate menée par l'INSERM et le CHU eut pour objet d'identifier et caractériser les facteurs de risque environnementaux, génétique et hormonaux de survenue de ce cancer aux Antilles. Effectuée sur une période allant de 2004 à 2007, elle rassembla une cohorte de 709 hommes malades (les « cas ») et 723 hommes sains (les « témoins ») provenant des centres médicaux publics. Une relation linéaire dose-effet positive entre la quantité de chlordécone dans le plasma sanguin et le risque de développer le cancer de la prostate fut alors mise en évidence. L'augmentation du risque est significative lorsque les concentrations dépassent ou atteignent 1 μg/L. Toutefois d'autres facteurs ont été retenus comme la présence d'antécédents familiaux au premier degré de cancer de la prostate ou l'occurrence d'un séjour prolongé en métropole avant retour dans les îles. Enfin, des critiques ont été émises à l'encontre de cette étude, pourtant considérée alors comme étude de référence, par les responsables de l'Institut National du Cancer (INCA), notamment Norbert Ifrah, arguant que l'effectif « témoin » n'était pas comparable à l'effectif « cas » en raison de disparités en âge ou antécédents familiaux.
En Martinique, l'étude Madiprostate lancée en 2013 sur le même modèle que Karuprostate, avait pour but de mener une recherche statistique de lien entre chlordécone et cancer de la protate dans la population Martiniquaise afin de confirmer les résultats de Karuprostate. Mais le retrait immédiat en 2014, des financements par l'INCA alors dirigé par Agnès Buzyn, enterre le projet sans présenter de justifications.
L'indemnisation des ouvriers ayant travaillé dans l'industrie de la banane puis contracté un cancer de la prostate a longtemps fait partie des revendications des syndicats locaux. En septembre 2017, le président Emmanuel Macron annonce que le cancer de la prostate pourrait entrer dans la liste des maladies professionnelles reconnues. Les cancers de la prostate liés à l’exposition aux pesticides associés au chlordécone sont finalement reconnus comme maladie professionnelle le 22 décembre 2021,.

## Mises en cause
Selon le chercheur au CNRS, Malcom Ferdinand, des ouvriers agricoles de Martinique avaient tenté de faire entendre leur voix sur les dangers du chlordécone dès 1974, en vain. « Deux ans après l’autorisation officielle du chlordécone, les ouvriers agricoles de la banane entament l’une des plus importantes grèves de l’histoire sociale de la Martinique et demandent explicitement l’arrêt de l’utilisation de cette molécule parce qu’ils ont fait l’expérience de sa toxicité dans leur chair. (…) Ni les autorités locales et membres du gouvernement qui ont pris part aux négociations, ni les services de santé de l’État n’ont tenu compte de cette alerte ». En particulier la plateforme des revendications des travailleurs concernés mentionne l’interdiction des pesticides,,.
Début des années 2000 un groupe de députés antillais fait, le 12 décembre 2003, une proposition de résolution "tendant à la création d'une commission d'enquête sur l'utilisation du chlordécone et des autres pesticides dans l'agriculture martiniquaise et guadeloupéenne et ses conséquences sur les sols, la ressource en eau ainsi que les productions animales et végétale en Martinique et en Guadeloupe", et en juin 2005 M. Joël Beaugendre, Rapporteur en conclusion des travaux de la mission d'information, présente à l'Assemblée nationale un Rapport d'information "sur l'utilisation du chlordécone et des autres pesticides dans l'agriculture martiniquaise et guadeloupéenne".

### Mise en cause de l'État et des ministres successifs

#### Chronologie des autorisations ministérielles
La première Autorisation de mise sur le marché (AMM) provisoire du chlordécone sous la dénomination commerciale de Képone fut signée en 1972 par le ministre de l'Agriculture, Jacques Chirac à l'époque, sous forte pression du lobby bananier, alors que les études scientifiques, avaient identifié le risque que la molécule soit un « probable perturbateur endocrinien, reprotoxique, et un cancérogène ». Une deuxième AMM sous dénomination commerciale Curlone est ensuite accordée par Édith Cresson, ministre de l'Agriculture de 1981 à 1983, alors que le produit est déjà interdit depuis 1976 aux États-Unis. L’AMM est retirée en 1990 mais Henri Nallet accorde une prolongation de 2 ans, puis Louis Mermaz accorde une nouvelle prolongation d’un an et Jean-Pierre Soisson accorde un dernier délai de 6 mois,,

#### Analyses des décisions et responsabilités
Le 30 juin 2005, la commission des affaires économiques, de l'environnement et des territoires de l'Assemblée nationale produit le rapport parlementaire No 2430 sur l’utilisation du chlordécone et des autres pesticides dans l’agriculture martiniquaise et guadeloupéenne, dans lequel elle explique l'utilisation et les conditions d'homologation de la chlordécone. Les parlementaires s'y interrogent sur le potentiel non-respect des lois lors de l'autorisation de commercialisation du Curlone. Soulignant les différences entre hier et aujourd'hui, ils pointent  qu'à l'époque de l'homologation c'est le principe de prévention (risque connu et identifié) et non le principe de précaution (risque non avéré) inconnu du droit à l’époque, qui faisait foi. Le rapport conclut que la décision d’homologation était en accord avec le principe de prévention en vigueur. En ce qui concerne les prolongations de commercialisation et d'utilisation, il note que le ministre de l'Agriculture avait fait une interprétation large des textes de loi pour autoriser l'utilisation du chlordécone entre janvier et septembre 1993, d'autant que cette interprétation n’était pas la même que celle donnée par le directeur de la protection des végétaux dans son courrier quelques jours auparavant.
L'Agence française de sécurité sanitaire de l'environnement et du travail (AFSSET) et l'Institut national de la recherche agronomique (INRA), dans deux rapports de 2009 et 2010, ont pointé du doigt la collusion entre les intérêts privés, la commission des toxiques chargée de l'évaluation du chlordécone, et l'opacité du ministère de l'Agriculture. Ils « fustigent » alors les faibles exigences en matière environnementale de la commission. Les deux rapports ont connu un large écho médiatique, repris par l'AFP le 24 août 2010 puis par plusieurs quotidiens nationaux les jours suivants,,,.
En décembre 2009, l'AFSSET a publié une synthèse qui retrace la chronologie des autorisations de la chlordécone et pointe plusieurs dysfonctionnements dans la gestion du dossier par les autorités publiques :
1. L'incapacité à prendre en compte les études réalisées aux États-Unis concernant la toxicité du Chlordécone pour les travailleurs exposés de façon brève et intense mais aussi pour l'environnement à faible dose de façon chronique ;
2. Le manque de connaissances scientifiques concernant la caractérisation chimique du composé actif et concernant sa toxicité sur l'environnement.
3. La logique institutionnalisée de prolongation et de reconduction des autorisations provisoires de vente des pesticides ;
4. Le poids excessif accordé aux arguments économiques dans le dossier de la chlordécone, au détriment de ceux concernant l'environnement et la santé.

Tout en rappelant que l'on ne juge pas les erreurs du passé avec les connaissances d'aujourd'hui, l'INRA soulignait pour sa part :
1. La demande d'homologation a été rejetée en 1968 et en 1969 avant d'être autorisée en 1972, non sur de nouvelles données infirmant la toxicité du produit, mais sur des arguments économiques ;
2. Une autorisation provisoire d'un an avait été accordée en 1972, qui a été réexaminée (et prolongée) en 1976. Tout usage entre 1974 et 1976 est à la limite de la légalité, cet usage a été organisé par la filière de production de la banane ;
3. Les recherches sur la contamination de l'environnement menées en Guadeloupe à partir de 1975 mettent en évidence l’accumulation de la chlordécone dans les sols, dans les eaux et chez les animaux et, malgré les demandes d'analyses complémentaires, les recherches systématiques de pollution n'ont commencé qu'en 1998 ;
4. La commission des toxiques n'aurait pas dû donner un avis favorable à l'autorisation compte tenu des connaissances dont elle disposait sur la toxicité de la matière active.

Ce rapport met en cause la commission des toxiques pour ses faibles exigences objectives, sa soumission à l'influence des acteurs économiques et mélange des genres entre évaluation et gestion, ainsi que l'opacité du ministère de l'Agriculture. Enfin le rapport souligne le rôle positif des services de santé, des associations de protection de l'environnement, des agents de l'administration et des autres lanceurs d'alerte.
En novembre 2019, Le rapport d’une commission d'enquête parlementaire No 2440 présidée par Serge Letchimy présenté en novembre 2019 à l’assemblée nationale, met en avant la responsabilité de l'État pour une interdiction tardive, en 1990 en France et 1993 aux Antilles, de ce pesticide utilisé dans les bananeraies de Guadeloupe et de Martinique. Selon le rapport « L'État aurait fait subir des risques inconsidérés aux populations de ces territoires (…) Le maintien de la production bananière a trop souvent pris le pas sur la sauvegarde de la santé publique et de l’environnement »,. La commission met également en lumière que 17 années d’archives du ministère de l’Agriculture sur le sujet (de 1972 à 1989) ont disparu. Cette affaire a fait l'objet d'une plainte subséquente auprès du procureur de Paris pour violation des obligations de conservation d’archives publiques, détournements d’archives publiques, corruption active et recel  (voir section Combats juridiques).

### Mise en cause des producteurs de bananes et de l’importateur de chlordécone
À l'époque de l'épandage du chlordécone, la plupart des planteurs de bananes de la Martinique étaient regroupés au sein de la SICABAM et ceux de la Guadeloupe au sein de la SICA-ASSOBAG.
En 1980, après l'utilisation massive du pesticide dans les plantations à la suite du cyclone David, les stocks de chlordécone sont épuisés. Les établissements Laguarrigue en Martinique liés aux grands planteurs rachètent le brevet et décident de faire fabriquer au Brésil du chlordécone sous le nom commercial de Curlone.
L’utilisation du chlordécone sur tout le territoire étant interdite en 1990, les producteurs de bananes et l’importateur exclusif du produit (notamment via Yves Hayot, le président du SICABAM et aussi directeur général de la société Lagarrigue qui commercialisait le chlordécone) ont reconstitué les stocks la même année et ont ultérieurement demandé expressément de pouvoir continuer à utiliser ce pesticide (voir aussi les annexes I-K et I-L du rapport parlementaire No 2430).
Les producteurs de bananes prétendaient qu'il n'existait pas de pesticides alternatifs, ce qui était inexact,. De fait ces dérogations servaient à écouler les stocks constitués par Lagarrigue qui avait importé un produit qu’il savait déjà interdit : « s’il n’y avait pas eu de réapprovisionnement, il n’y aurait pas eu de nécessité de délivrer de dérogations ».
À la suite de la demande des producteurs de banane, l'usage du pesticide a donc été prolongé jusqu'en 1993 par dérogations,, et au-delà, a minima jusqu’en 2002 par écoulement des stocks constitués en réserve,.
Ainsi, « les planteurs antillais de banane les plus puissants ont toujours utilisé en toute connaissance de cause le chlordécone »

### Mise en cause des élus locaux
M. Guy Lordinot (alors député de la première circonscription de la Martinique) avait relayé en 1990 les demandes de prolongation d’utilisation du produit. Tout en connaissant le caractère nocif du produit, il avait réitéré le 30 avril 1990 sa demande du 23 avril 1990 de prolongation d’utilisation de 5 ans au-delà de 1990 (cf lettre au ministre en annexe I-G du rapport No 2430 de l’assemblée nationale), néanmoins cette demande avait été refusée par le ministre Henri Nallet, accordée de manière temporaire par ses successeurs Louis Mermaz et Jean-Pierre Soisson,,.
Le 16 septembre 2019, Guy Lordinot (pharmacien de profession), répondant à une commission d'enquête parlementaire affirme n'avoir « jamais subi de pression de la part des békés ou des industriels phytosanitaires » mais avoir agi dans ce qu'il pensait être l'intérêt des petits planteurs de sa commune et du nord de la Martinique.

## Combats juridiques

### Plaintes pour empoisonnement, mise en danger de la vie d'autrui et administration de substance nuisible
Deux plaintes en Martinique et une en Guadeloupe ont été déposées (et ont été suivies jusqu'en 2018) contre X pour tenter de déterminer les responsabilités dans le désastre sanitaire du chlordécone.
En 2006, plusieurs associations déposent plainte contre X en Guadeloupe pour mise en danger d'autrui et administration de substance nuisible. Plusieurs sont déclarées irrecevables la même année. S'ensuit plusieurs appels de part et d'autre.
En 2007, l'ASSAUPAMAR dépose une plainte en Martinique pour empoisonnement (article 222-15 du code pénal), complicité d'empoisonnement, mise en danger de la vie d'autrui (article 223-1 du code pénal), complicité dans la mise en danger de la vie d'autrui, envers les représentants de l'état.
Les plaintes déposées en 2006 et 2007,  ont été réunies en un seul dossier au tribunal de grande instance de Paris en 2013.
La plainte pour empoisonnement au chlordécone déposée en 2006 par des associations martiniquaises et guadeloupéennes est touchée par la prescription pour ce type de crime qui est, sauf exceptions, de « vingt années révolues à compter du jour où l'infraction a été commise »,,. Samedi 27 février 2021, une manifestation est organisée à Fort-de-France, en Martinique, et à Capesterre-Belle-Eau, haut lieu de la production bananière en Guadeloupe, à l’appel d’une quarantaine d’organisations, partis politiques, syndicats, associations, pour protester contre le risque de prescription,.
Les juges d'instruction du pôle santé publique du tribunal judiciaire de Paris ont annoncé la fin des investigations le 25 mars 2022, orientant l’affaire vers un non-lieu pour des raisons de prescription ,,,. Ils confirment ce non-lieu le 5 janvier 2023 lors de leur jugement, suivant le réquisitoire du parquet. Les ordonnances de non-lieu soulignent notamment « l’ignorance des pouvoirs publics, des administratifs et des politiques » et donc que les données de la science, au moment où ces pesticides ont été autorisés, n’étaient pas celles disponibles depuis. Ils reconnaissent néanmoins un « scandale sanitaire », sous la forme d’« une atteinte environnementale dont les conséquences humaines, économiques et sociales affectent et affecteront pour de longues années la vie quotidienne des habitants » de Martinique et de Guadeloupe,. 
Les avocats des plaignants annoncent faire appel.
En avril 2023 des témoignages de participants à la commission des toxiques remontés par la cellule investigation de Radio France, établissent que des alertes sur la dangerosité du chlordécone avaient eu lieu dès 1981, éléments ne figurant pas dans les comptes-rendus des commissions des toxiques disponibles et donc non pris en compte dans l'analyse judiciaire.  De plus, certains comptes-rendus consultés montrent que plusieurs membres de l’Union de l’industrie des produits pesticides étaient présents dans des réunions de la commission des toxiques.
En mai 2025, le tribunal administratif de la Martinique condamne l’État français à verser 10 000 euros à deux requérantes, anciennes ouvrières agricoles, pour leur exposition prolongée au chlordécone.

### Plaintes liées à la disparition d'archives
Un rapport parlementaire de 2005, ainsi que la commission d'enquête parlementaire de 2019, ont mis en lumière que 17 années d'archives de compte rendu du ministère de l'agriculture au sujet du chlordécone ont disparu. Des archives, notamment sur les comptes rendus des différentes commissions qui étaient chargées d’évaluer les produits chimiques, n’ont donc pas pu être jointes aux dossiers judiciaires. En conséquence, le CRAN et l'association guadeloupéenne Vivre déposent plainte en juillet 2019 auprès du procureur de Paris pour violation des obligations de conservation d’archives publiques, détournements d’archives publiques, corruption active et recel,,.
Par ailleurs, la cellule investigation de Radio France identifie en 2023 la disparition, entre autres, de bordereaux de douane (identifiant la quantité de chlordécone importée), d'échantillons de légumes contaminés, ou encore un rapport d'analyse de l'eau de 1991.

### Plaintes pour préjudice moral d'anxiété
En mai 2020, plus de 1 200 personnes ont saisi conjointement le tribunal administratif de Paris, avec les associations Vivre, Lyannaj pou dépolyé Matinik et le Conseil représentatif des associations noires, pour « préjudice moral d'anxiété subi par les populations dans le scandale du chlordécone ». En juin 2022, le tribunal administratif de Paris juge que « les services de l’Etat ont commis des négligences fautives, en permettant la vente d’une même spécialité antiparasitaire contenant 5 % de chlordécone », sous différents noms, « en autorisant la poursuite des ventes au-delà des délais légalement prévus en cas de retrait de l’homologation ». La faute de l'État est reconnue concernant les dérogations ministérielles pour les Antilles des interdictions de la commercialisation en France de cet insecticide, hautement cancérigène et polluant. Toutefois, les juges rejettent les demandes d’indemnisation pour préjudice d’anxiété, faute selon eux d’éléments suffisamment circonstanciés. Les plaignants font appel de cette décision.
Le 11 mars 2025, la cour administrative d’appel de Paris estime que « l’État a[vait] commis des fautes en accordant des autorisations de vente » de ce pesticide toxique ayant massivement pollué les sols et l’eau. l’État devra indemniser les victimes du pesticide qui ont pu démontrer un préjudice d’anxiété. Sur 1 286 requérants,  seulement 9 personnes ont obtenu la reconnaissance de ce préjudice d'anxiété. Magré cela, l'État se pourvoit en cassation en mai 2025, réfutant sa responsabilité sur ce « préjudice moral d'anxiété ». Cette décision est très critiquée par les élus ultramarins.

### Plaintes pour faux témoignage
En 2021, deux plaintes pour faux témoignage sont intentées dont une en avril 2021 par l'Association médicale de sauvegarde de l'environnement et de la santé (Amses), cette plainte était dirigée contre cinq anciens ministres de la Santé (Xavier Bertrand, Marisol Touraine) et de l'Agriculture (Dominique Bussereau, Louis Mermaz et Jean-Pierre Soisson), dont l'association estimait « qu'ils avaient contribué dans l'exercice de leur fonction à la contamination des terres et de la population » soit en ayant prolongé l'autorisation du pesticide jusqu'en 1993, malgré sa toxicité établie, soit en ayant toléré des seuils de résidus trop élevés dans l'alimentation et l'autre en juin 2021 par le syndicat l'Union générale des travailleurs de Guadeloupe, via l'Association guadeloupéenne d'action contre le chlordécone (Agac), qui estimait que les ministres avaient menti sous serment pour disculper l'État devant la commission d'enquête parlementaire sur le chlordécone qui avait remis ses travaux en décembre 2019. Cette action judiciaire avait été lancée après la menace d'un possible non-lieu après la plainte pour empoisonnement, déposée en 2006, par plusieurs associations martiniquaises et guadeloupéennes, devant la Cour de justice de la République (CJR) contre Agnès Buzyn, Didier Guillaume, ex-ministre de l'Agriculture, Jérôme Salomon directeur général de la Santé et Bruno Ferreira, directeur général de l'alimentation. Les plaintes déposées par deux associations contre d'anciens ministres sont déclarées irrecevables par la CJR pour défaut d'intérêt à agir, a indiqué, le 8 février 2022, le parquet général près la Cour de cassation,.

### Requête auprès du Conseil de L'Europe
En mars 2025 « Le Conseil de l'Europe a jugé « irrecevable » la requête d'associations qui exigeaient de la France l'amélioration de l'accès à l'eau en Guadeloupe ainsi que des réparations pour le scandale de pollution au chlordécone aux Antilles ». Le Comité européen des droits sociaux (CEDS), chargé de s'assurer de l'application de la Charte sociale européenne, s'est en effet déclaré incompétent car, à ce jour, le gouvernement français a « sciemment exclu ses Outre-Mer du champ d'application » de cette charte sociale,.

## Mesures de lutte contre la pollution

### Mesures locales
En février 2000, un plan d’urgence a été élaboré par le Préfet de Guadeloupe pour garantir la qualité des eaux de consommation et le respect du seuil de 0,1 µg/l, conformément au décret officiel du 3 janvier de 1989.
Depuis 2003, les autorités locales ont restreint la culture des sols et d'autres activités (pêche, vente de volailles/œufs...) en raison de leur contamination.
Un décret interdit la pêche jusqu'à 500 mètres au large des côtes ; la zone d'interdiction serait passée en été 2013 à 900 mètres. En janvier 2013, le port principal de la Martinique, Fort-de-France, est barré par des pêcheurs qui réclament des subventions pour les aider à poursuivre la pêche aux langoustes. Le 15 avril, une centaine d'entre eux manifestent dans le chef-lieu,.
En janvier 2018, le syndicat CDMT du personnel de l’Agence régionale de santé de Martinique écrit une lettre à la ministre des Solidarités et de la Santé afin de lui faire part de pressions subies par les agents pour « limiter l'information du public au strict minimum ».
La DAAF effectue aux agriculteurs 250 contrôles scientifiques par année, tandis que la DIECCTE effectue aux commerçants 300 prélèvences des échantillons de cucurbitacées et légumes racines ; ce niveau de contrôle aux commerçants est légèrement plus éléve que les 180 prélèvences faites en 2006. Certains agriculteurs dont le sol présente un taux de chlordéconisité de 1,3 mg/kg, ont été contraints par la chambre d'agriculture à cultiver des produits autres que ceux visés par l'Arrété Préfectoral 030725 du 20 mars 2003.

### Plans d'actions
En 2006 (décembre), un fonctionnaire chargé de mission interrégionale, Éric Godard est nommé pour coordonner l'action de l'État dans les îles antillaises. Il reste en poste au-delà de 2015.
- Un premier « Plan Chlordécone » national couvre la période 2004-2008[155], suivi d'un premier plan d'action spécifique 2008-2010[156] « visant à connaître l’étendue de la pollution, maîtriser les conséquences possibles pour la santé et l’environnement, permettre à la population d’être informée et de disposer d’aliments sains, et venir en aide aux producteurs impactés par la contamination du sol ou des eaux »[157]. Il est financé à hauteur de 33 millions d’euros[158];

- Un deuxième plan chlordécone couvre la période 2010-2013 doté de 31 millions d’euros[158],[159],[160] et associant les utilisateurs de produits[161]. « Ce plan a pour objectifs : d’approfondir l’état des connaissances des milieux, de rechercher et d’expérimenter des techniques de remédiation de la pollution, de consolider le dispositif de surveillance de l’état de santé des populations, et d’approfondir la connaissance des effets sur la santé, de poursuivre la réduction de l’exposition des populations, d’assurer la qualité de la production alimentaire locale et de soutenir les professionnels impactés, de gérer les milieux contaminés et d’assurer une bonne information de la population »[162];

- Un Plan Chlordécone III est mis en place pour la période 2014 à 2020[163], il vise « à passer d’une logique de gestion de court terme des effets collatéraux (économiques, sociaux, culturels) de la pollution à une véritable logique de long terme de développement durable des territoires, intégrant la problématique de la chlordécone »[164]. En 2019, alors que le plan Chlordécone III touche à sa fin, les chercheurs se plaignent encore de manques drastiques de financements[165] ;
- Le Plan Chlordécone IV (PC4) couvrant la période 2021-2027 est lancé fin février 2021, son budget global prévisionnel est fixé à 92 millions d’euros. « La "répartition prévisionnelle" des dépenses prévoit notamment 38 % de cette somme pour la santé, 28 % dédiés à la recherche et 18 % seront consacrés à l’alimentation »[166]. Ce  quatrième plan chlordécone est présenté par le préfet de Guadeloupe[167]. Le 25 janvier 2022, le comité de pilotage de Martinique du plan Chlordécone IV, a fait un point d'avancement: Chlordéconémie ouverte à tous, accompagnement dans les démarches d'indemnisation pour les victimes, mise en œuvre de moyens pour éliminer le pesticide, aide aux marins pêcheurs[168].

#### Pistes d'actions
- En 2001-2002 le réseau d'eau potable est protégé par des systèmes d'adsorption de pesticides sur charbon actif, avec une meilleure interconnexion (par exemple, vers Basse-Terre où l'eau venait essentiellement d'une nappe contaminée et manque en saison sèche) ;
- Installation de matériel de dosage de pesticides dans l'eau, à l'Institut Pasteur de Guadeloupe ;
- Recherche de plantes sélectionnées pour leur résistance aux insectes et non plus uniquement pour leur productivité ;
- Recherche sur la lutte intégrée (exemple : des champignons microscopiques du genre Beauveria (Beauveria bassania) ou des nématode entomopathogène comme genre Steinernema (Steinernema carpocapsae) peuvent lutter contre le charançon du bananier, mais à utiliser avec précaution en raison du risque qu'ils s'attaquent à des espèces non-cibles (les risques d'invasion biologique à partir d'espèces volontairement ou involontairement introduites semblent beaucoup plus élevés dans les îles que sur les continents). Aujourd'hui, les agriculteurs luttent contre le charançon genre Cosmopolites (Cosmopolites sordidus) à l'aide de pièges qui émettent des phéromones d’agrégation[169].
- La secrétaire générale de la préfecture de Guadeloupe, Virginie Klès, explique en 2018 qu'« Émettre des recommandations aux agriculteurs de produits à cultiver sur ces zones et les méthodes pour éviter leur contamination », est prioritaire, ainsi que la création ultérieure d'un « label pour les auto-producteurs » dont les produits circulent informellement et sans traçabilité (au bord des routes, dons, etc.). Aucune solution de décontamination des sols ne fait l'objet de mesures appliquées à grande échelle par ce gouvernement : « il faut encore vérifier l'efficacité de ces dispositifs, leur coût, etc. », explique-t-elle à l'AFP le 8 mars 2018[55].
- Le Parc naturel régional de la Martinique a lancé une campagne pour la création d'un nouveau label : le Zéro chlordécone[170]. Il s'agit d'aider le consommateur à trouver des produits ayant poussé hors des zones polluées par ce pesticide, et de valoriser les agriculteurs qui s'inscrivent dans cette démarche[171]. Pourtant, l'étude Chleauterre signale que « le chlordécone a également pu être utilisé sur d’autres productions que la banane, principalement en cultures maraîchères ou vivrières, pour lutter contre la fourmi manioc (Fourmi coupe-feuille, ndlr) ou le charançon de la patate douce, ou en production d’agrumes pour lutter contre le charançon des agrumes (en). En cas de doute sur l’historique cultural et l’utilisation possible de chlordécone il convient de procéder à une analyse de sol[172]. »

## Prises de position publiques

### Au niveau national
En septembre 2018, le président de la République Emmanuel Macron, déclare que « La pollution au chlordécone est un scandale environnemental (…) . C’est le fruit d’une époque désormais révolue, (…) d’un aveuglement collectif. »,. Position qu'il réitère le 6 avril 2022, en qualifiant l’affaire du chlordécone de « scandale » et soulignant que les pouvoirs publics ont  « mobilisé près de 100 millions d’euros sur ce sujet ».
Malgré sa position, 1er février 2019, lors d'une réunion avec des élus de l'Outremer à l'Élysée, le président de la République affirme qu'il « ne faut pas dire que c'est cancérigène », pour ne pas alimenter les peurs. Cette déclaration provoque la polémique et le président est rapidement corrigé par des scientifiques, les professeurs Multigner et Blanchet notamment lui rappelant que le chlordécone est classé cancérigène par l'OMS sur la base d'études jamais contredites. Le lundi suivant le gouvernement évoque un malentendu et explique que le président voulait dire qu'« on ne peut pas se contenter de dire que c'est cancérigène, il faut aussi agir ».

### Au niveau local
Le 29 janvier 2018, le député Serge Letchimy publie sa correspondance écrite au ministre de l'Agriculture et de l'Alimentation, dans laquelle il exprime son étonnement face à la décision du gouvernement de rehausser les LMR des denrées carnées terrestres et demande une contre-expertise de l'Agence nationale de sécurité sanitaire de l'alimentation, de l'environnement et du travail (Anses).
Les députés Hélène Vainqueur-Christophe et Victorin Lurel demandent le 1er février 2018 que le paraquat et le chlordécone soient intégrés dans la proposition de loi portant création d'un fonds d'indemnisation des victimes des produits phytopharmaceutiques, ce qui fut refusé par la commission des Finances du Sénat, expliquant que cela provoquerait une aggravation des charges publiques.
Le 6 février 2018, le sénateur Maurice Antiste pose une question au gouvernement dans laquelle il cite l'étude Kannari et demande de relancer l'étude Madiprostate, interrompue en 2014. Il rappelle la mise en cause du chlordécone dans le nombre d'hommes atteints du cancer de prostate, le taux d'accouchements prématurés et de puberté précoce,.

## Dans l'art et la culture
La pollution au chlordécone des Antilles française a inspiré des artistes, notamment dans les Antilles, pour la production d’œuvres. Ainsi, au niveau théâtral, Myriam Soulanges et Marlène Myrtil ont réalisé une pièce intitulée "Tropique du Képone" à partir d’archives radiophoniques, textuelles, télévisées et d’articles scientifiques, tandis que la guadeloupéenne Béatrice Bienville a écrit une pièce nommée ""Trop beau pour y voir" . Le peintre guadeloupéen Blow a lui réalisé un tableau intitulé Non-lieu représentant un homme noir drapé d’un drapeau indépendantiste guadeloupéen qui brandit une tête coupée blanche représentant celle d'Emmanuel Macron, contre lequel ce dernier a porté plainte pour « provocation ou incitation à commettre un crime ».